# Hyfil
Hyfilul este un material plastic armat cu fibre de sticlă (silice) având  rezistența la tracțiune Rmt=1800 MPa, rigiditatea E = 175 GPa, densitatea ρ = 1,8 g/cm3. Posedând caracteristici de rezistență la nivelul oțelurilor si o greutate specifică net inferioră, acest compozit se folosește la fabricarea componentelor motoarelor, rachetelor (în special a palatelor).